# Abat
Pour les articles homonymes, voir Abat (homonymie).
Pour l’article ayant un titre homophone, voir Haba.

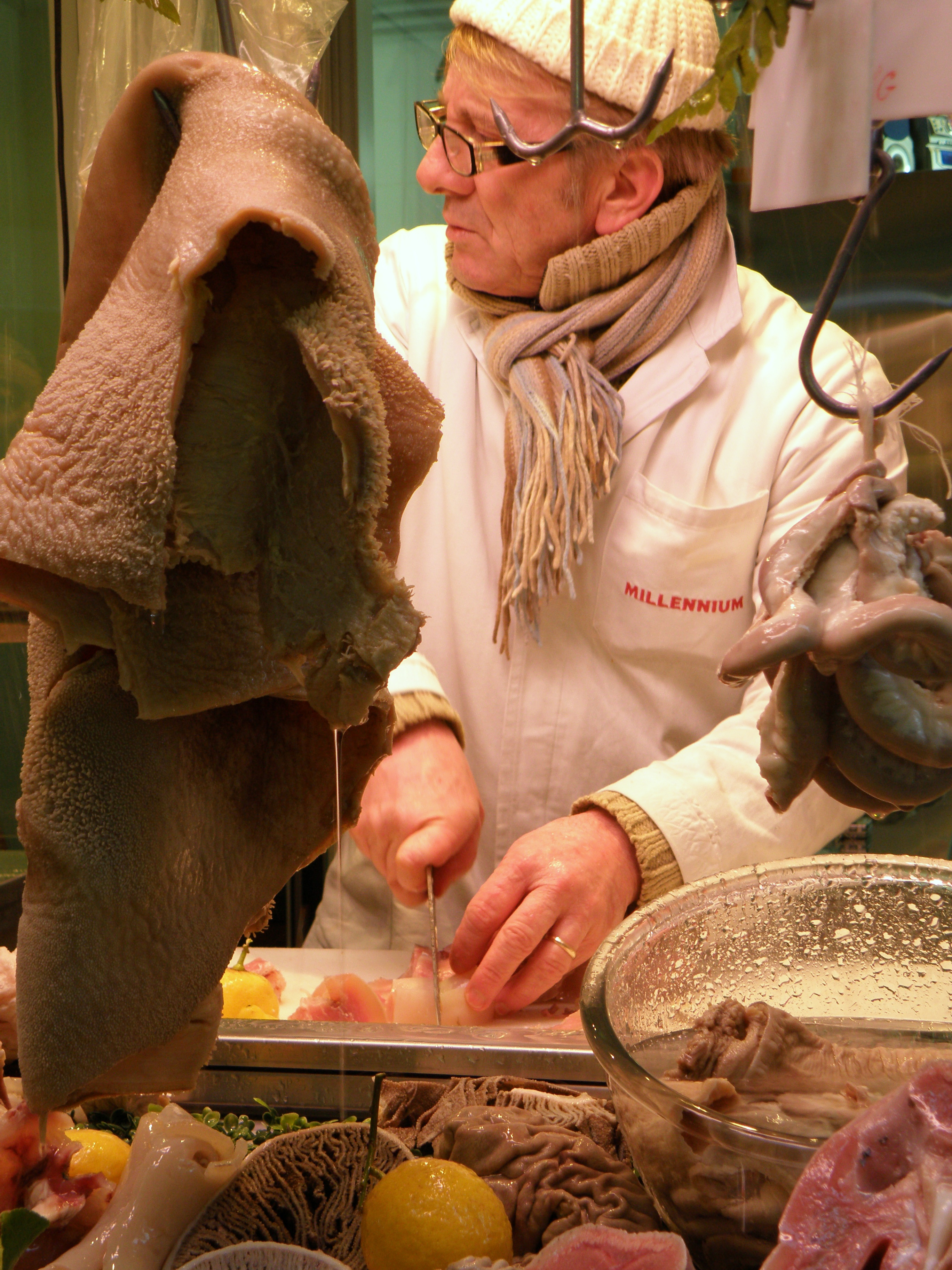
Un tripier dans sa triperie, à Naples.

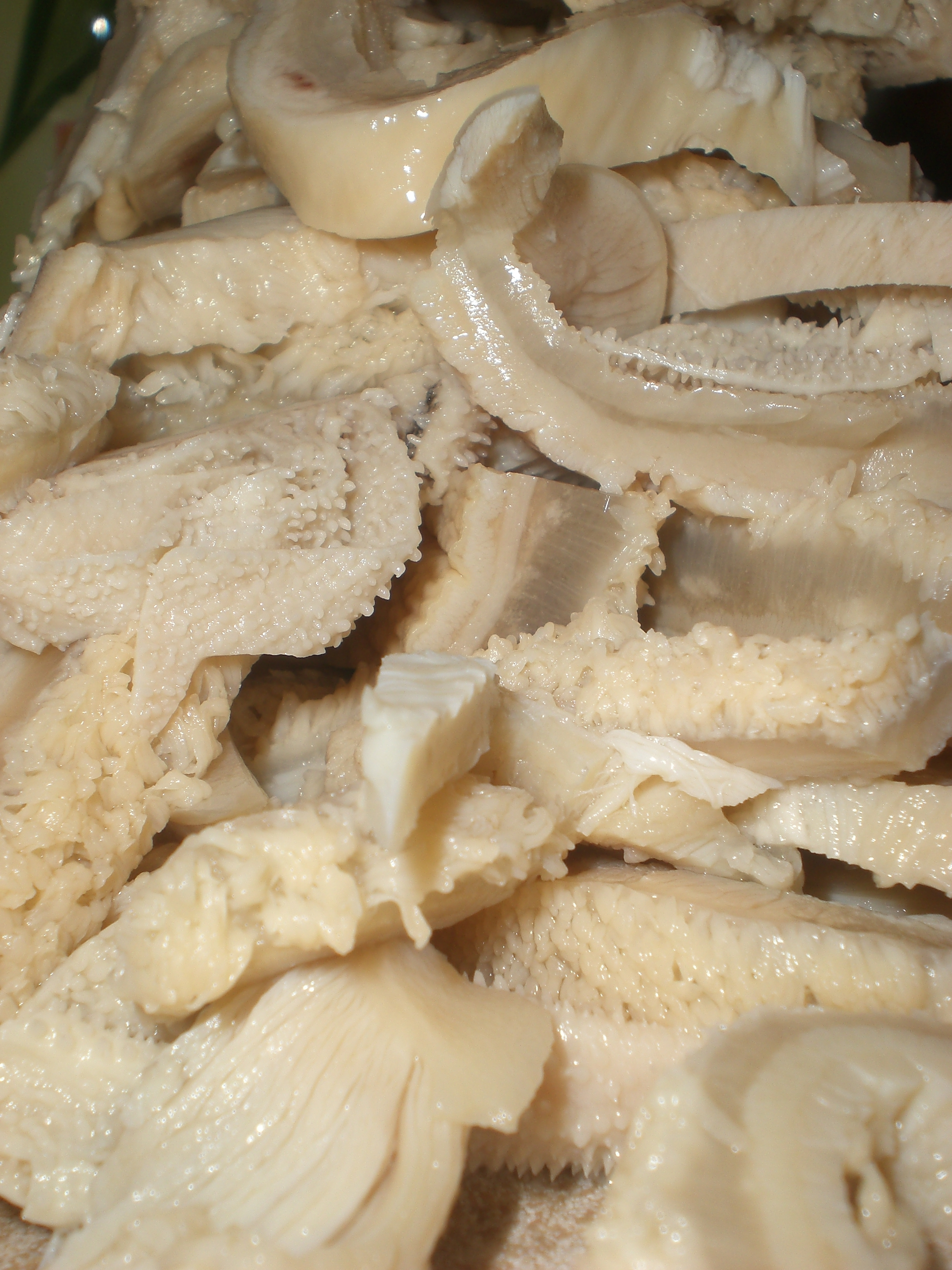
Tripes

Les abats, souvent dénommés globalement triperie ou produits tripiers,  correspondent à la partie comestible du cinquième quartier (qui comprend également des produits utilisés après transformation industrielle : issues, glandes valorisées en opothérapie, déchets divers et contenu du tube digestif), séparée de la carcasse des animaux à l'abattoir, et appelé ainsi par opposition aux quatre quartiers (quartier antérieur droit et gauche, quartier postérieur droit et gauche de la carcasse). Ils comprennent les viscères (organes internes tels que le foie, le cœur et les poumons — organes que l'on regroupe parfois sous le nom de fressure —, les reins ou rognons, le thymus ou ris, l'intestin ou fraise) mais aussi les glandes, les joues, les pieds et les queues des espèces bovine, porcine, ovine, caprine, chevaline, asine ou mulassière. Les abats de  volaille ou de gibier à plumes (tête, crête du coq, cou, ailes, pattes, cœur, gésier, foie, rognons) sont appelés abattis. 
Un abat peut représenter l'organe commercialisé sous sa forme brute, à la sortie des abattoirs, ou une préparation plus ou moins complexe confectionnée à partir des produits viscéraux. Les abats sont généralement considérés comme des parties accessoires, non nobles, d'animaux de boucherie destinés à la consommation humaine. Ils s'opposent à la viande rouge ou blanche, qui correspond aux muscles des quatre quartiers.
Le commerce d'abats se fait dans une boutique appelée Triperie, tenue par un tripier.

## Histoire

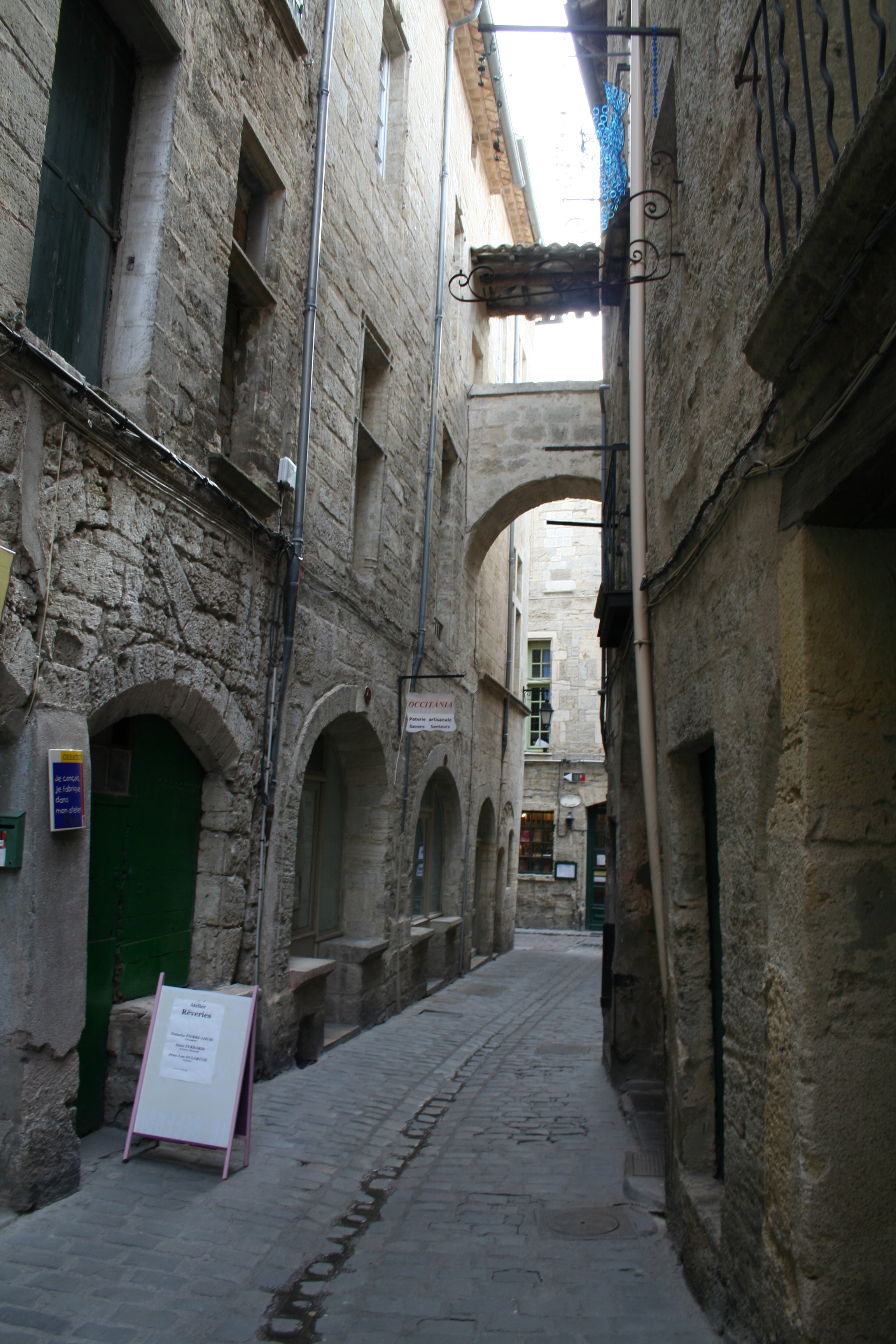
Rue Triperie Vieille à Pézenas.

La consommation de viscères a toujours existé chez les primates hominines. Avant la maîtrise du feu et au paléolithique, la viande animale crue étant plus difficile à mastiquer que du foie ou des reins, les viscères, riches en protéines, étaient des aliments très prisés[réf. nécessaire].
Ce type d'alimentation a, tout au long de l'histoire, été plus ou moins lié à des croyances et à la symbolique rattachée à l'organe : « manger la cervelle de son ennemi, pouvait représenter une façon de lui prendre ses forces »[réf. nécessaire].
Le foie se retrouve dans la légende de Prométhée dans la mythologie grecque.
Au Moyen Âge, en France et en Europe, on faisait une consommation importante de produits tripiers avec un commerce strictement réglementé. À partir de cette époque, de nombreuses villes, en Europe, nomment une rue en fonction de son activité commerciale, et des cités possédaient une rue « de la Grande Triperie » (Mons) ou « de la Petite Triperie » (Nîmes) ou « de la Triperie vieille » (Pézenas).
En 1297, à Paris, selon le registre de la Taille, six familles avaient le privilège d'acheter aux bouchers grossistes des tripes blanches de bœuf et de les faire cuire la nuit dans leurs boticles,, du quartier de la Place aux Veaux (actuellement le quai de Gesvre et le quai de l'Hôtel de ville), ensuite des femmes les revendaient, dans la journée, dans les rues, dans de grandes bassines en cuivre.
En 1782, par lettres patentes, les bouchers devront céder aux tripiers tous les produits tripiers blancs et rouges ; le 17 mars 1791 (décret d'Allarde du 2 et 17 mars 1791), toutes les corporations vont être supprimées et les métiers deviennent libres, ce qui va donner naissance aux organisations professionnelles.
La consommation de produits tripiers va progressivement diminuer vers la fin du XXe siècle en Europe, alors qu'en Asie elle reste importante.
L'épidémie d'encéphalopathie bovine (maladie de la vache folle) contribue au ralentissement de la commercialisation de triperie, à partir de l'année 1990 : l'interdiction de la fraise de veau, levée en 2016, a notamment entraîné celle d'andouillettes particulières dans le Lyonnais et dans le Beaujolais, dans la région d'Arras, le Cambresis, spécialités traditionnelles dont la production reprend lentement.

## Utilisations
- Les abats entrent souvent dans la composition de farces.
- Certains éléments du tube digestif (intestin, parfois panse, crépine) sont utilisés pour contenir des préparations culinaires par embossage : cas des saucisses, des saucissons, des andouillettes, des andouilles, du Grenier médocain ou par emballage : par exemple crépinettes ou terrines.
- Les abats étaient autrefois préparés à la ferme ou au domicile, et étaient commercialisés par les bouchers et les tripiers. Ils sont à présent également vendus en grandes surfaces.
- La plupart des préparations élaborées avec des éléments du système digestif du porc, plus rarement incluant de la fraise de veau, relèvent aujourd'hui de la charcuterie (bouchers-charcutiers, charcutiers).

## Abattage et valorisation du cinquième quartier
Les abats sont les parties consommables résultant des différentes phases d'abattage des animaux de boucherie (saignée, éviscération, et fente qui consiste en la découpe (en) longitudinale de la carcasse en deux demi-carcasses dont chacune est ensuite divisée transversalement en deux quartiers, le quartier antérieur et le quartier postérieur le cinquième quartier désignant alors tout ce qui est en dehors de ces quatre quart de carcasse). De nombreux abats sont considérés comme des morceaux secondaires, d'où la question de leur valorisation de façon à leur trouver des débouchés supplémentaires (marché du petfood, des plats cuisinés), mais certains jouissent aujourd'hui d'une réelle réputation gastronomique (animelles, cervelle, foie, ris de veau, rognons). Après la collecte des abats, les professionnels gestionnaires des abattoirs ont cherché à valoriser les produits non consommables de ce coproduit essentiellement pour deux raisons : faible rentabilité de l'activité de première transformation de la viande, pression des responsables des stations d'épuration pour limiter ces déchets dans les effluents.

## Les différents morceaux

### Deux catégories
les abats sont divisés en deux catégories : 
- les « abats rouges » : à l'éviscération, ils ne nécessitent pas de préparation préalable importante. Ils sont épluchés, désossés et découpés pour être destinés à la consommation humaine.
- les « abats blancs » : ils nécessitent une préparation du professionnel de la viande avant d'être vendus, qui consiste au minimum en un lavage et un échaudage. Ce sont notamment les tripes. Immédiatement après l'éviscération, les panses vertes subissent un ou plusieurs lavages pour éliminer les matières stercoraires, et un échaudage (blanchissage et raidissage). Après ces traitements, elles ressortent de couleur blanc ivoire. Elles font ensuite l'objet d'une préparation spéciale pour obtenir, par exemple pour l'estomac et l'intestin, le gras-double ou les tripes à la mode de Caen, et pour le péritoine, la crépine en saumure.

### Les abats rouges

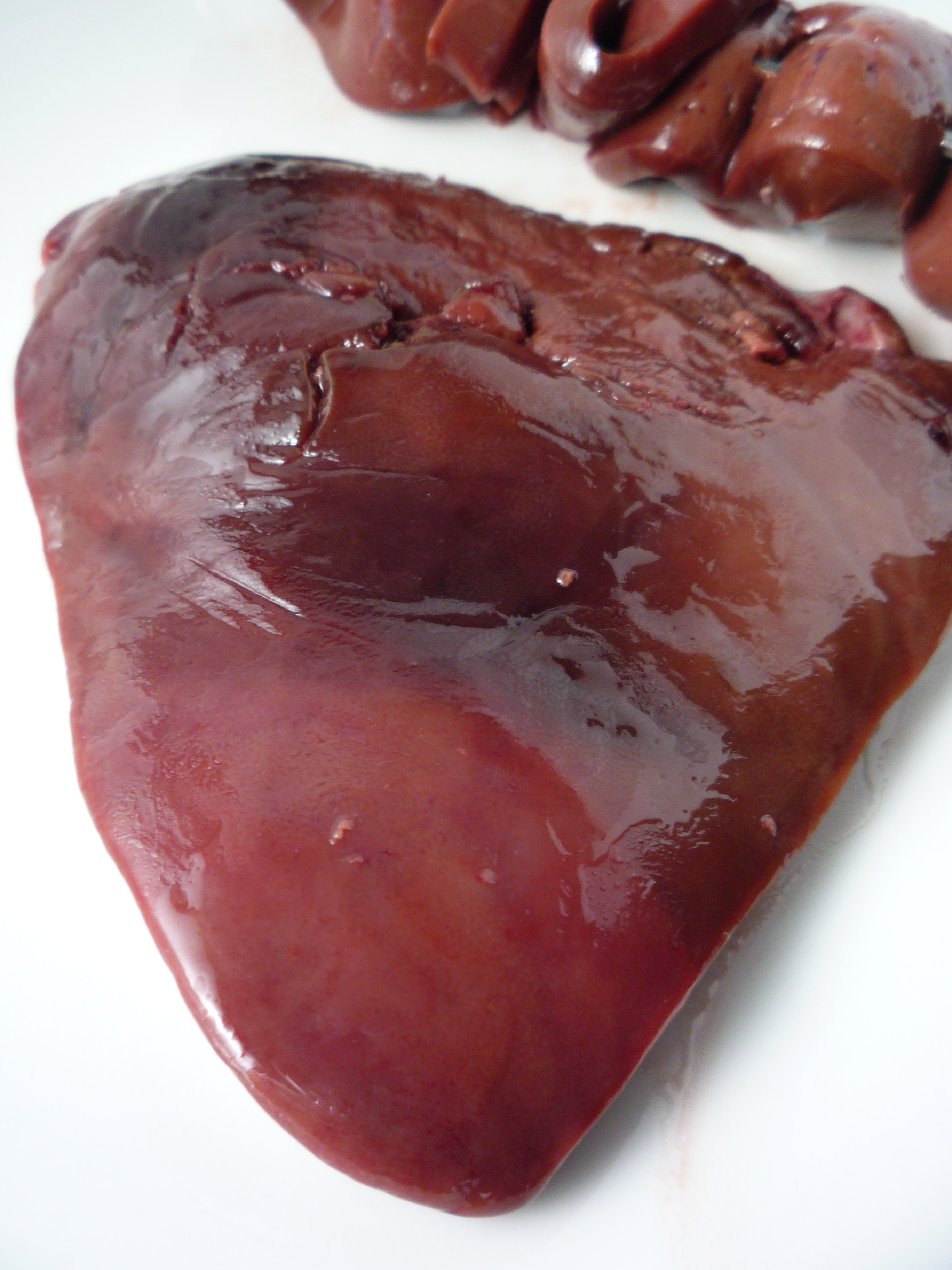
Foie d'agneau

| Morceau                         | Bœuf | Veau | Mouton Agneau | Porc |
| ------------------------------- | ---- | ---- | ------------- | ---- |
| Mou                             | X    | X    | X             | /    |
| Cœur                            | X    | X    | X             | X    |
| Foie                            | X    | X    | X             | X    |
| Rate                            | X    | /    | X             | X    |
| Mamelle (vache)                 | X    | /    | /             | /    |
| Rognons                         | X    | X    | X             | X    |
| Pieds (1)                       | /    | X    | /             | X    |
| Animelles ou rognons blancs (2) | X    | /    | X             | X    |
| Queue                           | X    | X    | /             | X    |
| Joue                            | X    | /    | /             | X    |
| Langue                          | X    | X    | X             | X    |
| Museau                          | X    | /    | /             | X    |
| Palais                          | (**) | /    | /             | /    |
| Ris                             | /    | X    | X             | /    |

(1) abat blanc ;
(2) testicules ;
X utilisé ;
/ non utilisé ;
(*) considéré comme pièce de boucherie ;
(**) n'est plus utilisé.

### Les abats blancs
| Morceau                    | Bœuf  | Veau | Mouton Agneau | Porc   |
| -------------------------- | ----- | ---- | ------------- | ------ |
| Pied                       | /     | X    | X             | X      |
| Cervelle (2)               | (***) | X    | X             | X      |
| Amourette (2) (3)          | (***) | X    | X             | /      |
| Tripes                     | X     | X    | X             | /      |
| Fraise (4)                 | /     | X    | /             | /      |
| Oreille                    | /     | X    | /             | X      |
| Tête (1)                   | /     | X    | /             | (****) |
| Animelles (rognons blancs) | /     | /    | X             | /      |
| Crépine                    | /     | /    | X             | X      |

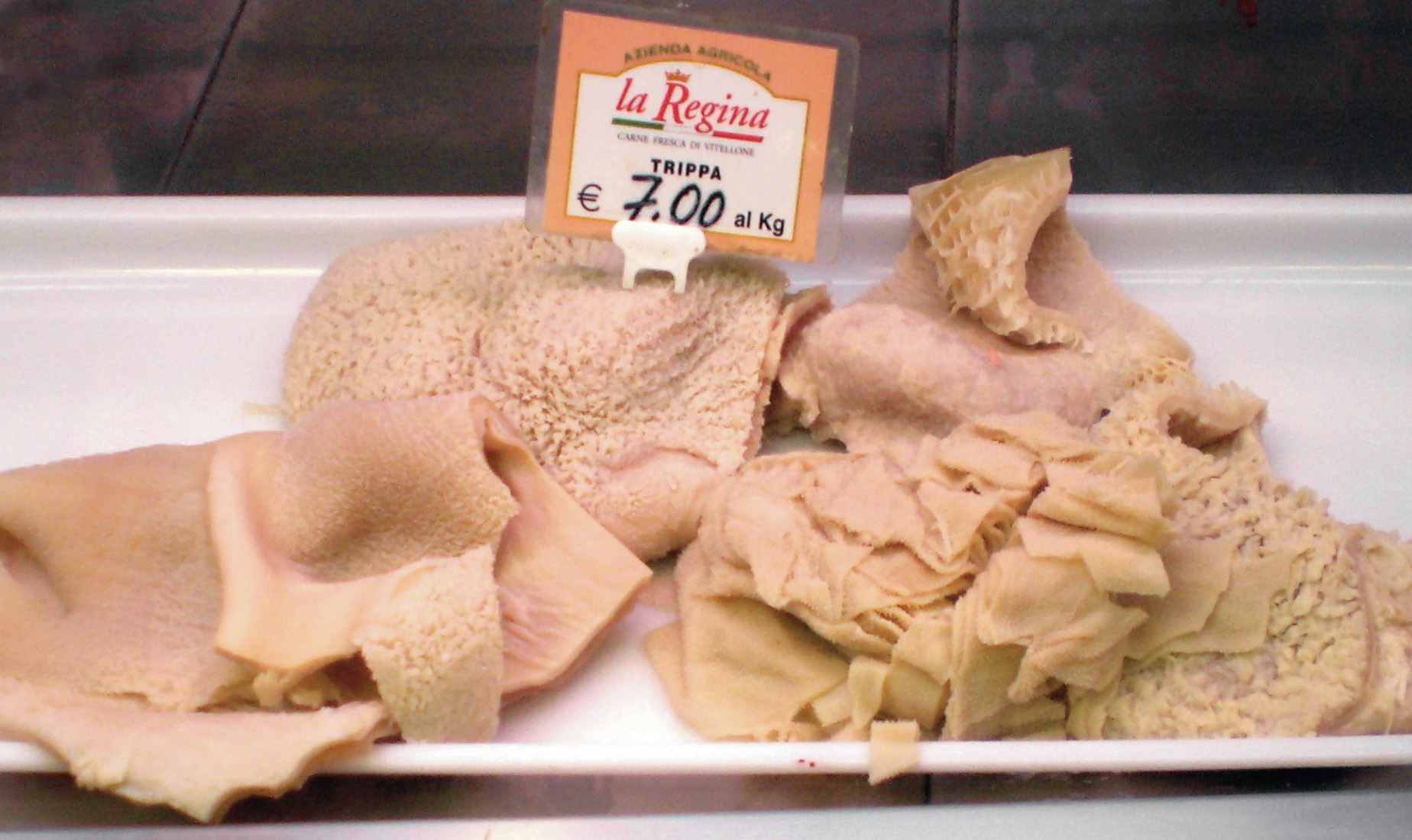
Tripes (feuillet, panse).

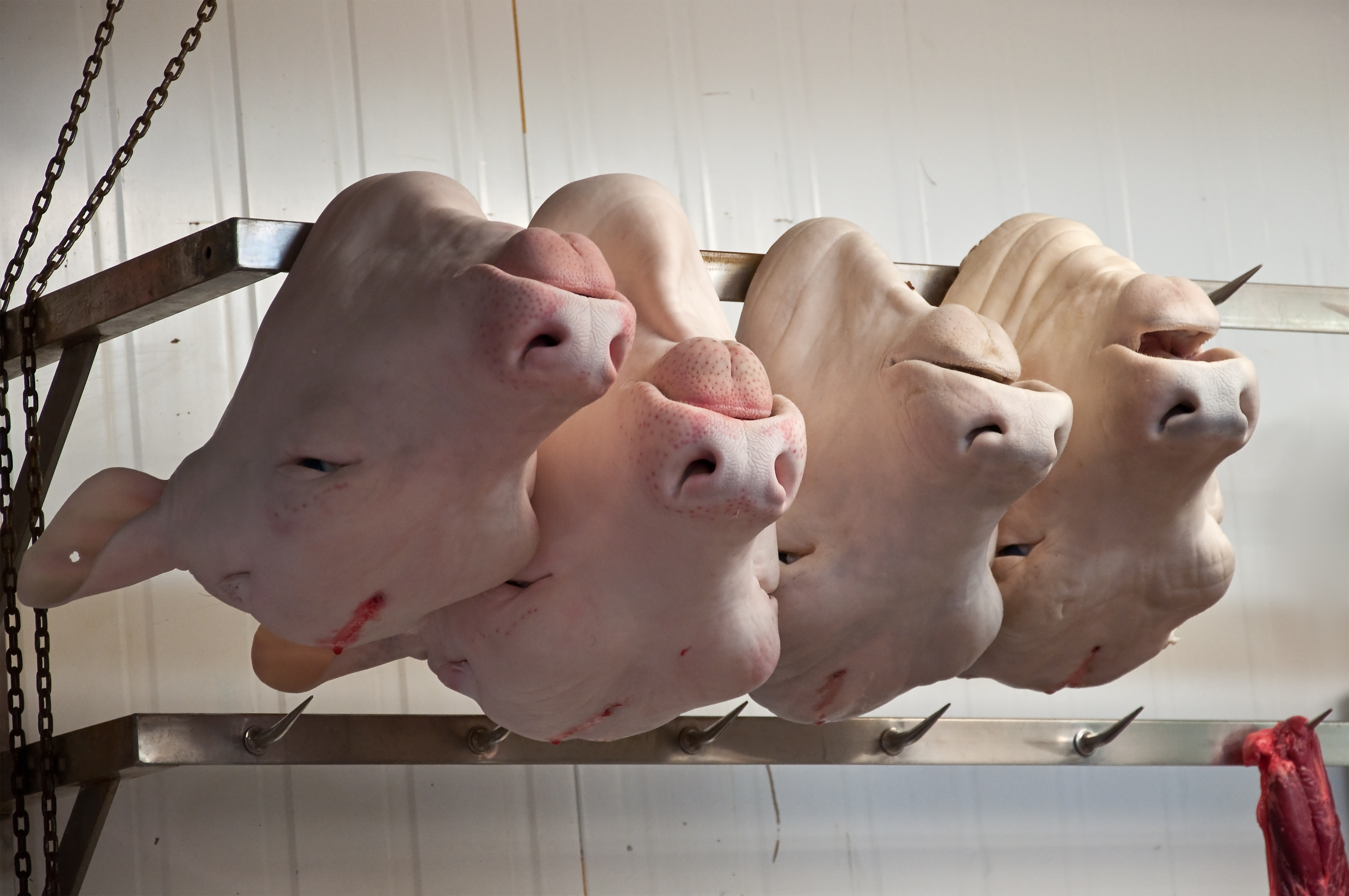
Têtes de veaux dans une triperie.

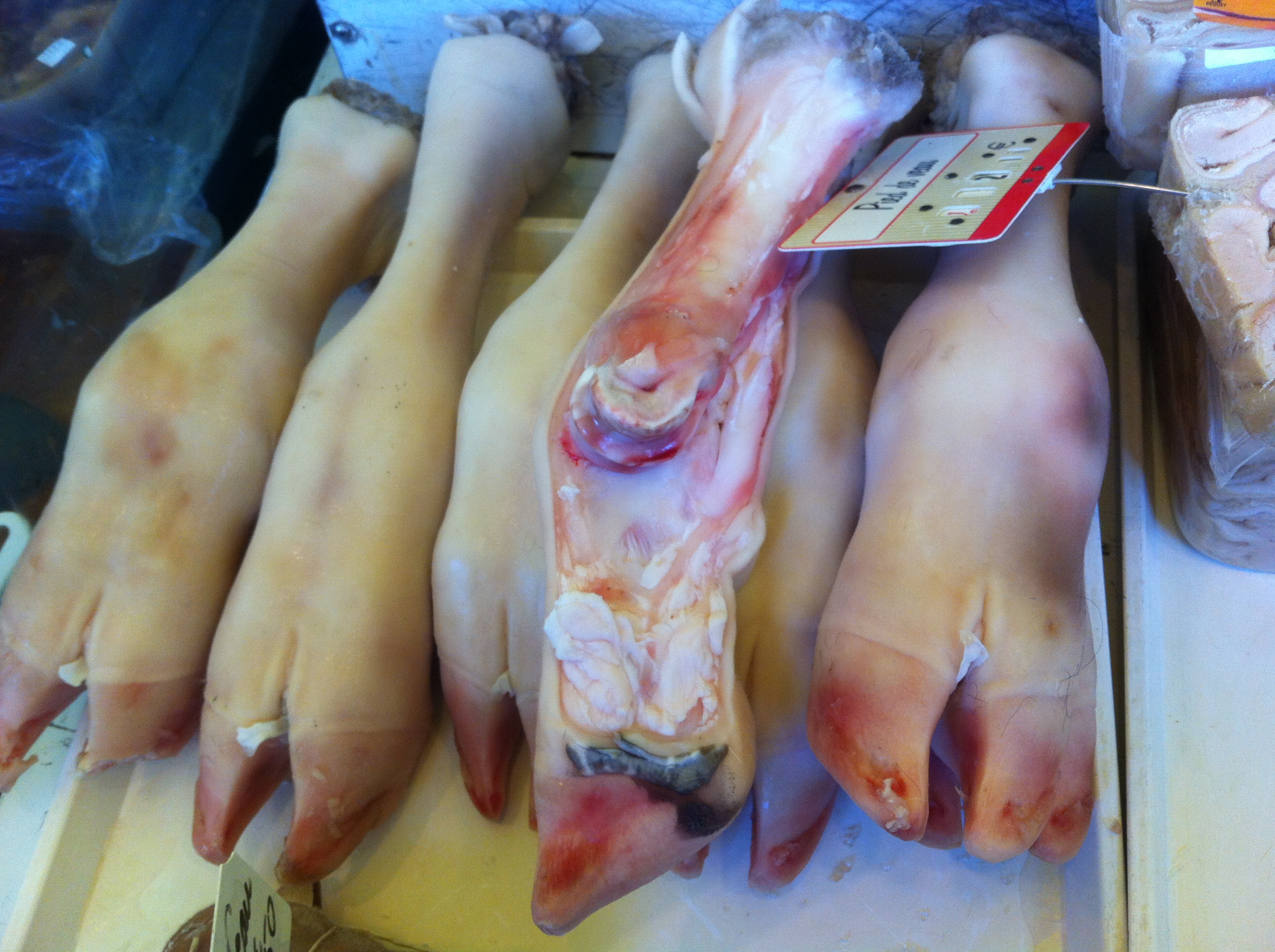
Pieds de veau sur l'étal d'un tripier.

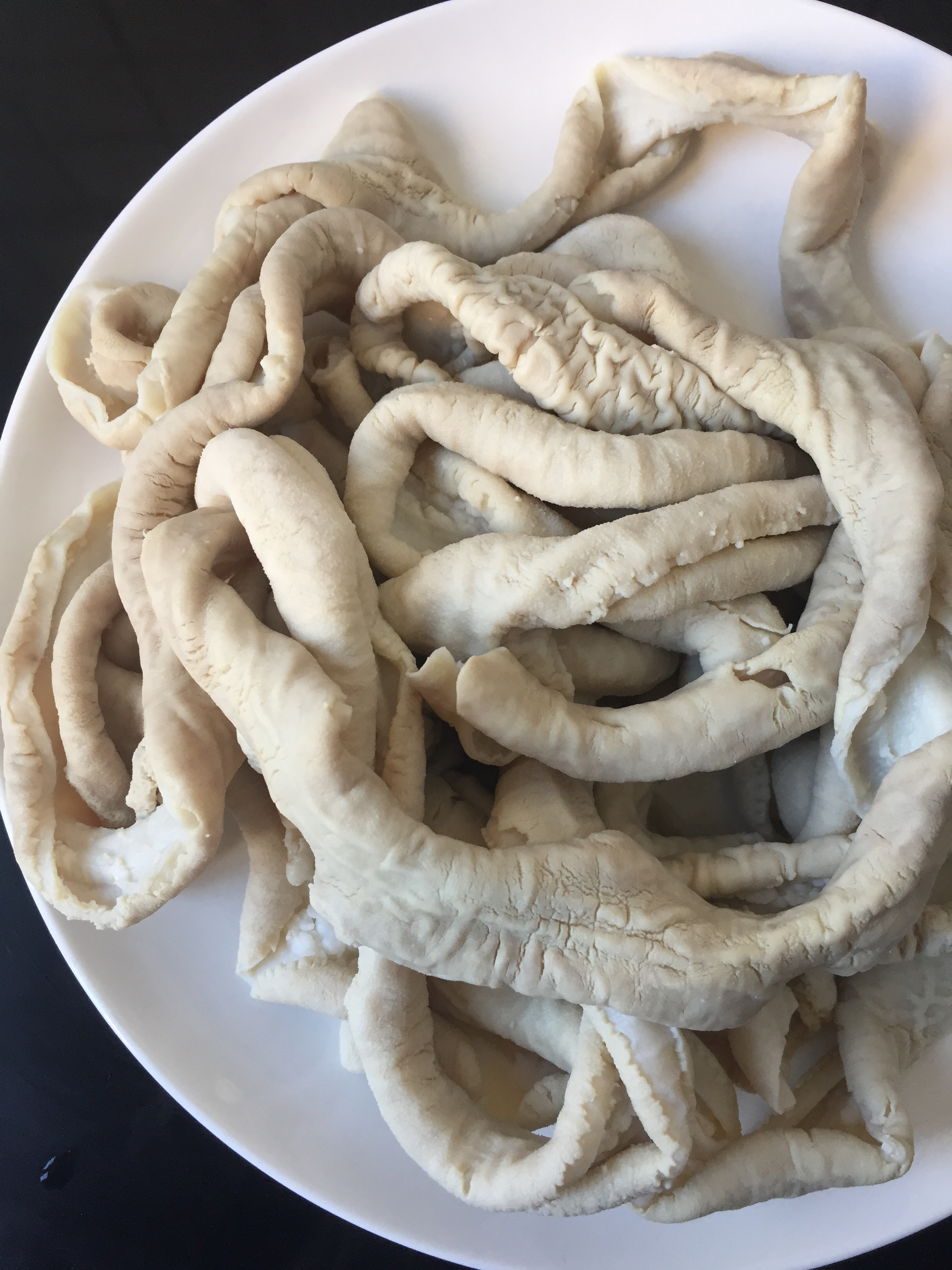
Assiette de fraise de veau bouillie.

(1) Seule la tête de veau est considérée comme un abat blanc
(2) la cervelle est un abat rouge ainsi que l'amourette 
(3) l'amourette ou moelle épinière est interdite à la consommation depuis la crise de la vache folle (Exemple : France) (voir la réglementation concernant les matériaux à risque spécifié)
(4) la fraise de veau a été considérée comme un matériau à risque spécifié au niveau communautaire du début des années 2000 jusqu'en été 2015, donc interdite pendant ce temps à la consommation.
X Utilisé
/ Non utilisé
(***) Interdit de vente dans certains pays à la suite de l'épidémie d'encéphalopathie spongiforme bovine (Exemple : France)
(****) Utilisé en charcuterie.
Les tripes sont constituées par les quatre parties de l'estomac des ruminants (panse, bonnet, réseau, feuillet, caillette ou franche-mule).

## Aspect nutritionnel
Les abats sont des aliments riches en protéines (acides aminés essentiels), en sels minéraux (fer surtout) et en oligo-éléments. Ce sont des nutriments de bonne qualité diététique. C'est pourquoi on donnait autrefois du foie ou du cœur à certains malades (les anémiés par exemple).

### Table calorique (pour100 grammes)
| Triperie            | Calories | eau (g) | Protides (g) | Lipides (g) | Glucides (g) |
| ------------------- | -------- | ------- | ------------ | ----------- | ------------ |
| Cervelle (mouton)   | 120      | 75      | 10           | 9           | 1            |
| Langue (veau)       | 200      | 68      | 15           | 15          | 1            |
| foie, cœur, rognons | 140      | 70      | 20           | 5           | 5            |

## Risques sanitaires
Les abats sont aussi les organes qui sont susceptibles d'avoir concentré le plus de contaminants (métaux lourds dont en particulier le plomb, le cadmium et le mercure), métalloïdes toxiques. Ils peuvent aussi avoir concentré des polluants organiques persistants, dont pesticides, dioxines, furanes, HAP, etc. ou des radionucléïdes.
C'est le cas du foie, des reins et de l'intestin qui dans l'organisme jouent le rôle de filtre et d'organisme de détoxication.
Compte tenu de la faiblesse des volumes consommés le risque n'est à considérer que chez les gros consommateurs.

### Cas particuliers des équidés
Il se trouve que les reins des équidés de par leur mode d'alimentation sont sollicités à accumuler et concentrer du cadmium, un élément chimique de type métal lourd particulièrement toxique. Plus un animal est vieux, plus il est susceptible d'avoir accumulé du cadmium, dans les reins surtout mais aussi dans le foie (ainsi que du plomb, principalement dans les os). Aussi existe-t-il dans certains pays comme la France une législation spécifique concernant les abats des animaux « tardivement abattus ».
Des études de teneur en cadmium des abats d'équidés (cheval, âne, mulet, baudet..) ont montré une teneur moyenne de 10 μg/g de cadmium (notation « Cd »). La dose journalière tolérable temporaire (« DJTT ») de cadmium ayant été réglementairement limitée au maximum de 1 μg·kg-1·j-1, toute commercialisation d'abats d'équidés tardivement abattus est interdite. En effet, même si ces abats étaient la seule source alimentaire de cadmium pour les humains, cette interdiction serait justifiée car une consommation moyenne hebdomadaire de seulement 100 g d'abats conduirait à exposer le consommateur à 1 000 μg/semaine, soit pour quelqu'un de 60 kg, plus que le double de la DJTT, laquelle le limite à une ingestion de Cd inférieure à 60 μg par jour, soit 420 μg/semaine.

## Aspects culinaires

### Accompagnement

#### Légumes
Traditionnellement en France, certains abats comme la cervelle, la tête de veau ou les tripes sont servis avec des pommes de terre cuites à la vapeur.
Purée et frites fréquemment proposées avec les andouillettes, parfois haricots verts.
Les abats peuvent être servis avec d'autres légumes comme les carottes braisées pour la langue de bœuf. Légumes du pot-au-feu dans le bouillon de cuisson de certaines andouilles.
Les rognons en sauce peuvent être accompagnés par des pâtes, du riz, de la polenta ou des pommes de terre sautées.

#### Sauces
Certaines sauces froides, communément des vinaigrettes, sont l'accompagnement idéal de la langue de bœuf, de la tête de veau, du tablier de sapeur (panse de bœuf panée et grillée).

## Spécialités
Chaque région et chaque pays possèdent leurs spécialités en matière de triperie et de charcuterie tripière.

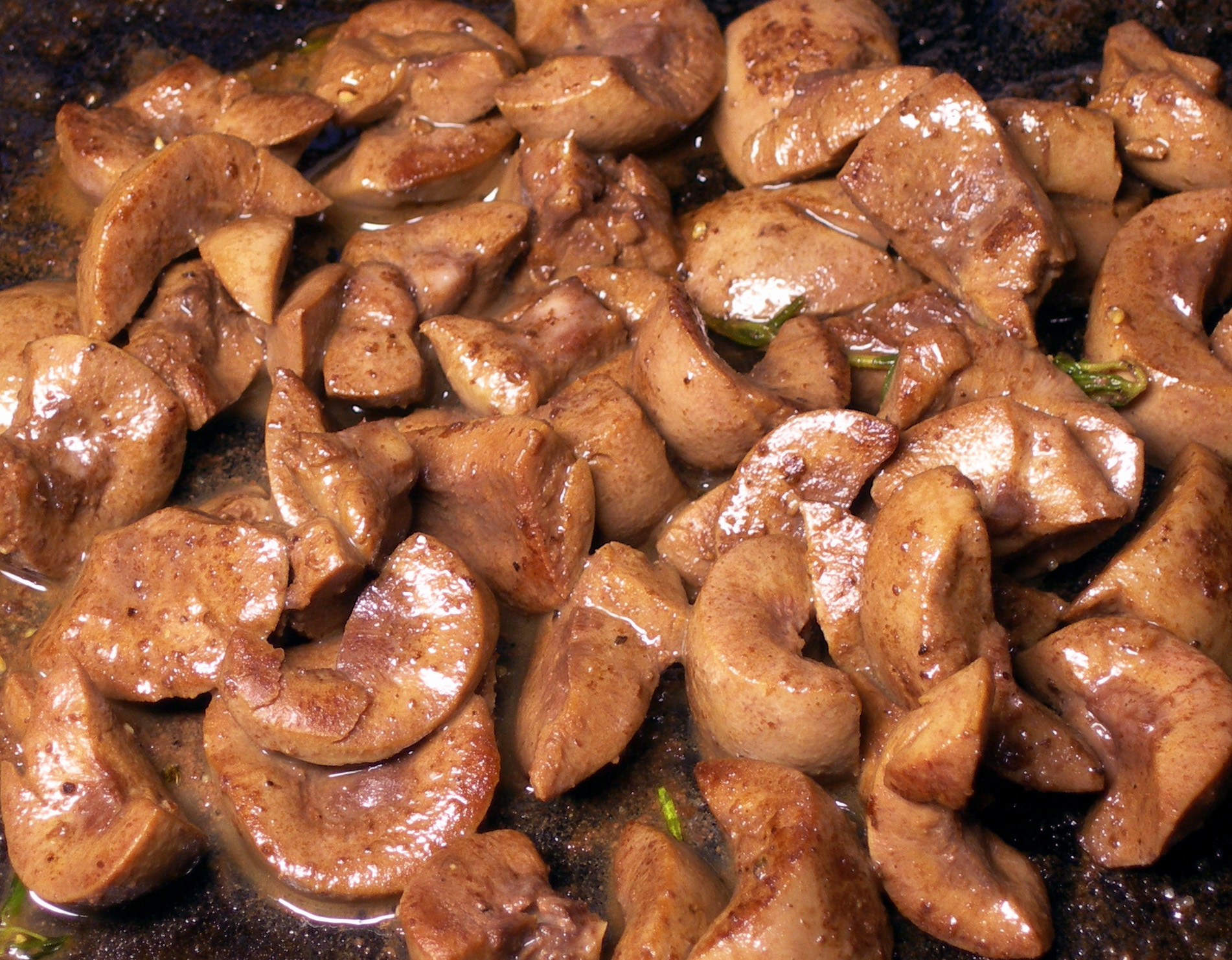
Rognons d'agneau cuisinés.

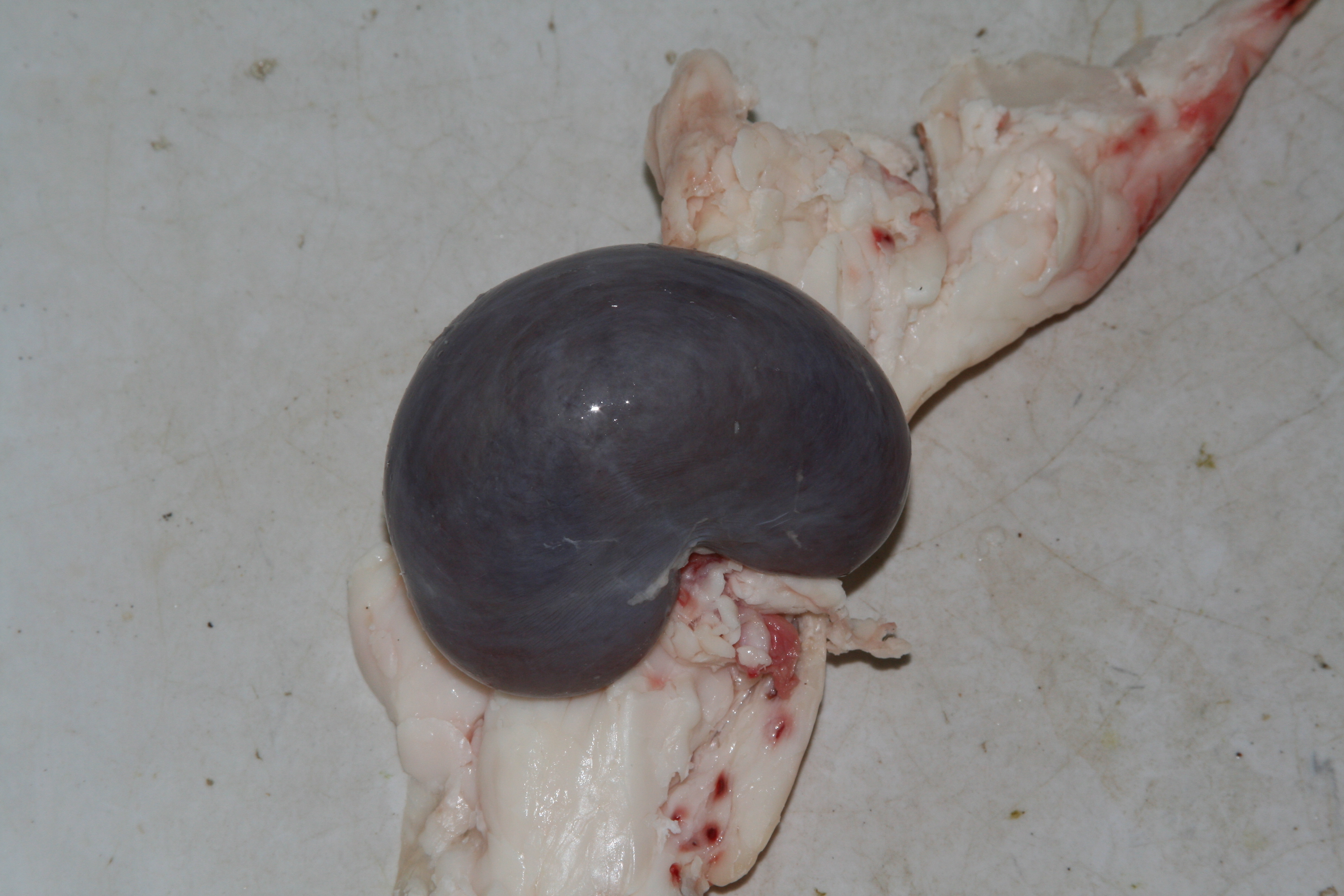
Rognons d'agneau.

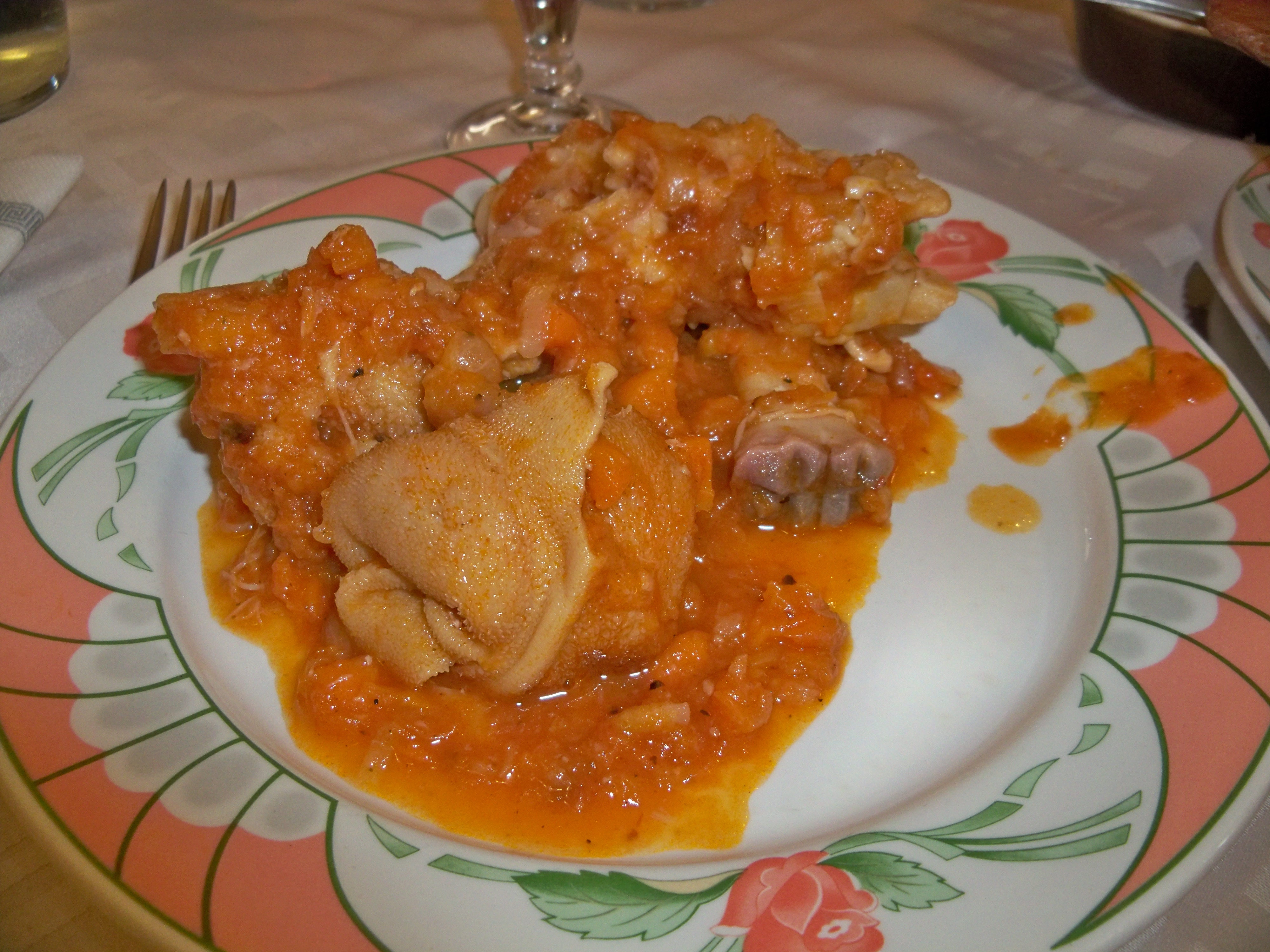
Pieds et paquets.

- Andouillette (Troyes et Aube, Normandie, Val de Loire, Bretagne, Provence, nombreuses régions)
- Andouille (Cambrai, Vire, Guéméné, Jargeau, très diverses "andouilles de pays" parfois à dessaler et cuire longuement, généralement des "andouilles de viande" répondant, en France, aux prescriptions du Code des usages de la charcuterie)
- Chaotianguo : soupe de tripes et viandes (Chine)
- Ciorbă de burtă : soupe de tripes roumaine
- Couilles de mouton en Limousin
- Cervelle de singe vivant en Chine
- Fromage de tête ou salade de museau (France)
- Gras-double (Lyon)
- İşkembe (soupe de tripes Turque)
- Haggis (Écosse)
- La pansette de Gerzat
- Langue de bœuf sauce piquante
- Melsát (Aveyron)
- Manouls (Lozère)
- Osbane (Algérie) : panse farcie d'agneau
- Pattes de poulet
- Pieds de moutons à la rouennaise
- Pied de porc à la Sainte-Menehould
- Pieds paquets
- Rate farcie
- Soupe aux tripes (Bulgarie et cuisine des Balkans ou d'Europe centrale)
- Soupe à la rate (Thaïlande, Chine, Laos)
- Tablier de sapeur (Lyon)
- Tête de veau
- Tkalia (Maroc)[11]
- Tripes au caramel (Chine)
- Tripes à la mode de Caen
- Tripes catalanes (Espagne, Catalogne)
- Trenèl (Aveyron)
- Tripou (Aveyron et Cantal)
- Trippa : plat calabrais, Italie
- Ahkoud ou Akoud Tunisie, tripes avec pénis de taureau, préparées en sauce tomate[12].
- Barbouche : couscous aux tripes plat oranais, Algérie